# Valentinswerder
Valentinswerder ist eine Insel im Tegeler See in Berlin. Sie liegt am Rande des Sees in einer Inselgruppe, die den See von der Havel trennt. Zu dieser Inselgruppe gehören außerdem Maienwerder, Baumwerder, Reiswerder und Scharfenberg. Das Westufer der Insel gilt als westliche Begrenzung des Sees gegenüber der Havel. Der südwestlich vorgelagerte Große Wall liegt nicht mehr im Tegeler See und zählt als Havelinsel. 
Valentinswerder ist 13,2 Hektar groß und damit die zweitgrößte Insel im Tegeler See. Sie gehört seit den 1930er Jahren zum Bezirk Reinickendorf, Ortsteil Tegel. 26 Einwohner leben ständig auf der Insel.

## Geschichte

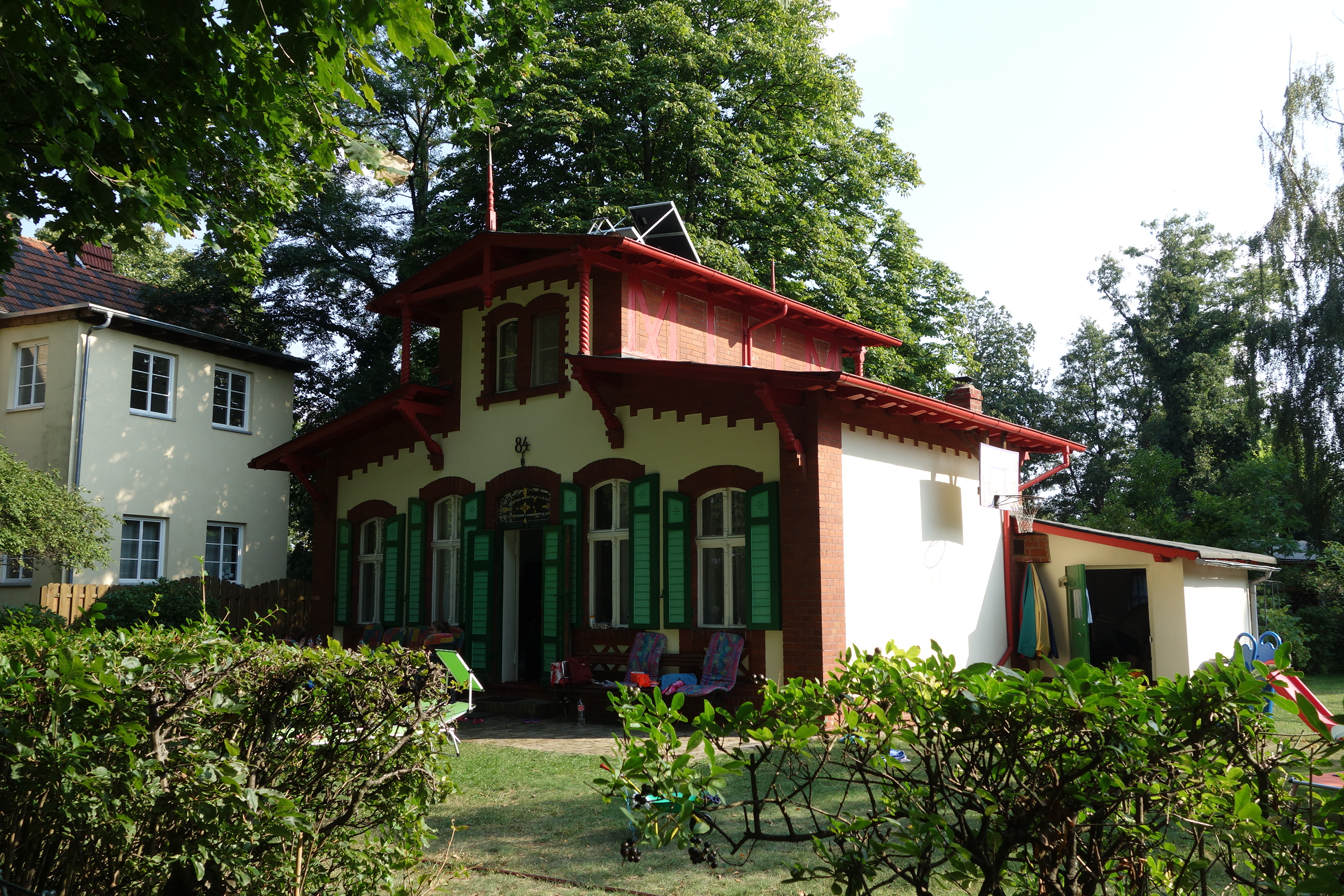
Denkmalgeschütztes Wohnhaus Valentinswerder 84

Valentinswerder befindet sich seit vielen Jahrhunderten in Privatbesitz. 1874 erwarb der Urgroßvater Paul Haberkern des jetzigen Besitzers Werner Haberkern das Eiland.
Genutzt wird die Insel überwiegend von den Besitzern der zahlreichen Wochenendhäuser. Da die Insel nicht unter das Bundeskleingartengesetz fällt, gibt es auch einige Dauerbewohner sowie den Segelclub Frithjof-Haveleck. Einzelne Häuser sind massiv ausgeführt und stehen heute zum Teil unter Denkmalschutz (siehe auch: Liste der Kulturdenkmale in Berlin-Tegel).
Eine Personenfähre verbindet Valentinswerder sowie Maienwerder mit dem Festland. Die Anlegestellen der Fähre befinden sich in Hakenfelde am Fährweg und an der Havelspitze, in Tegelort sowie in Saatwinkel.

## Naturschutz
Die Insel ist Teil des 1960 gebildeten Landschaftsschutzgebietes LSG-2C Inseln im Tegeler See. Ihre Nutzung unterliegt dadurch erheblichen Einschränkungen und bedarf zum Teil, wie beispielsweise bei Uferausbauten und bei der Anlage von Bootsstegen, Sondergenehmigungen der Naturschutzbehörde.

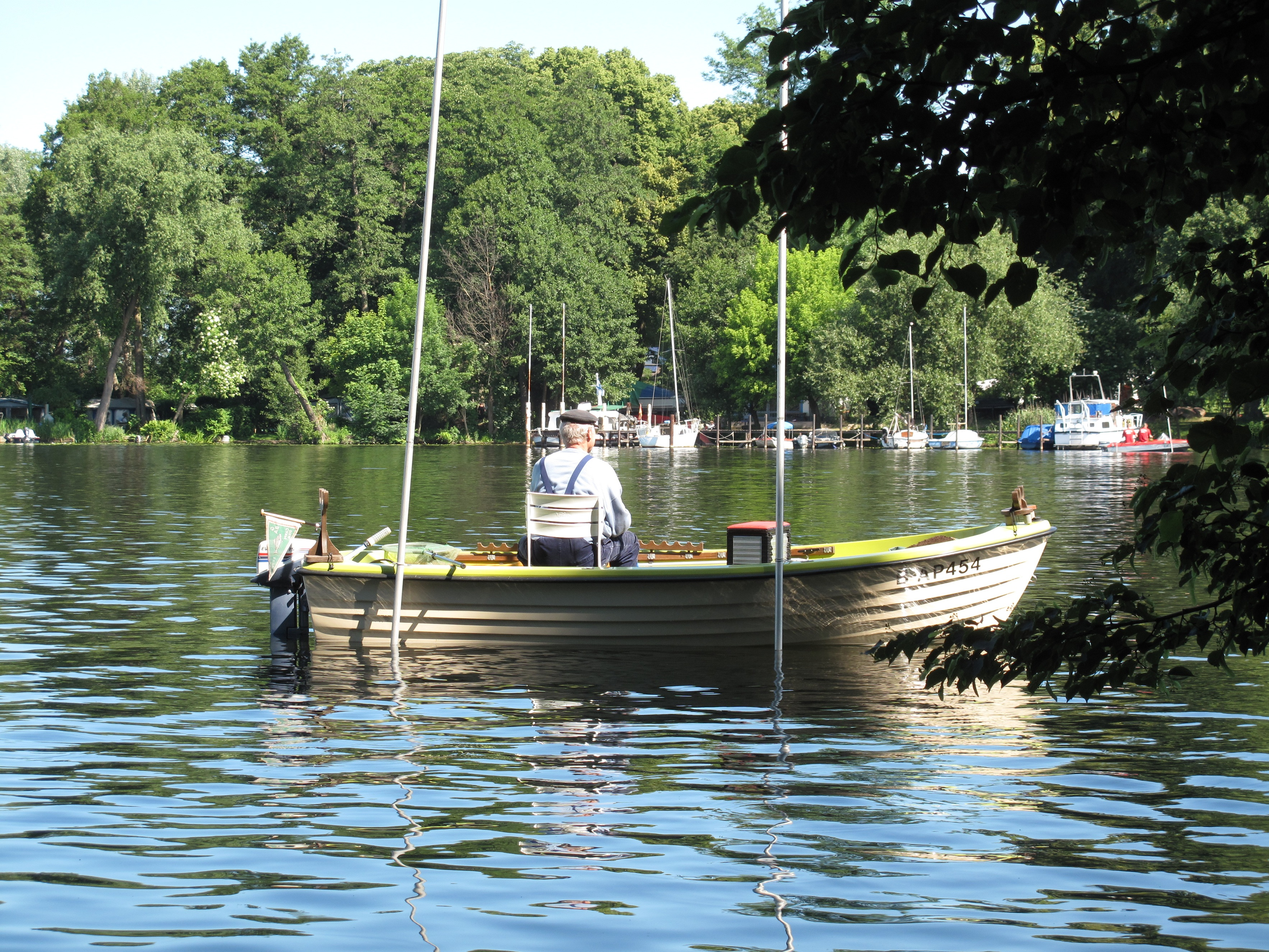
Südspitze von Valentinswerder, Blick von der Kleinen Hallig an der Kleinen Malche nach Norden